# Le Disparu du 7 octobre

Le Disparu du 7 octobre est un téléfilm français réalisé par Jacques Ertaud en 1983, diffusé le 6 octobre 1983 sur TF1.

## Synopsis
Françoise Maurin, une jeune femme abandonnée par son mari il y a 18 ans, reste sans nouvelles de lui, ne sachant pas s'il est encore en vie. 
Curieusement, elle a été convoquée chez le notaire pour hériter d'une vieille dame du nom de Marie Fortier, décédée subitement à l'hôpital des suites d'une intervention chirurgicale. Elle hérite de la maison Le Clos fleuri et des biens de Marie Fortier. Au Clos Fleuri où elle décide de se rendre pour voir l'endroit, elle tombe sur un mystérieux locataire. S'ensuit une sombre machination liée à l'héritage.  
Qui est le mystérieux locataire et saura-t-on ce qu'est devenu le mari de Francoise Maurin ?

## Distribution
- Dany Carrel : Françoise Maurin
- Patachou : Blanche Auroux
- Ginette Garcin : Marie Fortier
- Charlotte Maury : Mme Blanc
- Daniel Mesguich : Alain Fortier
- Paulette Frantz : la bouchère
- Clément Michu : le boucher
- Jean-Marie Bernicat : Maître Ader
- Annette Poivre : une voisine